# Kadlecia trifoliata
Kadlecia trifoliata är en skalbaggsart som beskrevs av Frey 1970. Kadlecia trifoliata ingår i släktet Kadlecia och familjen Melolonthidae. Inga underarter finns listade i Catalogue of Life.